# パス (宇宙機)

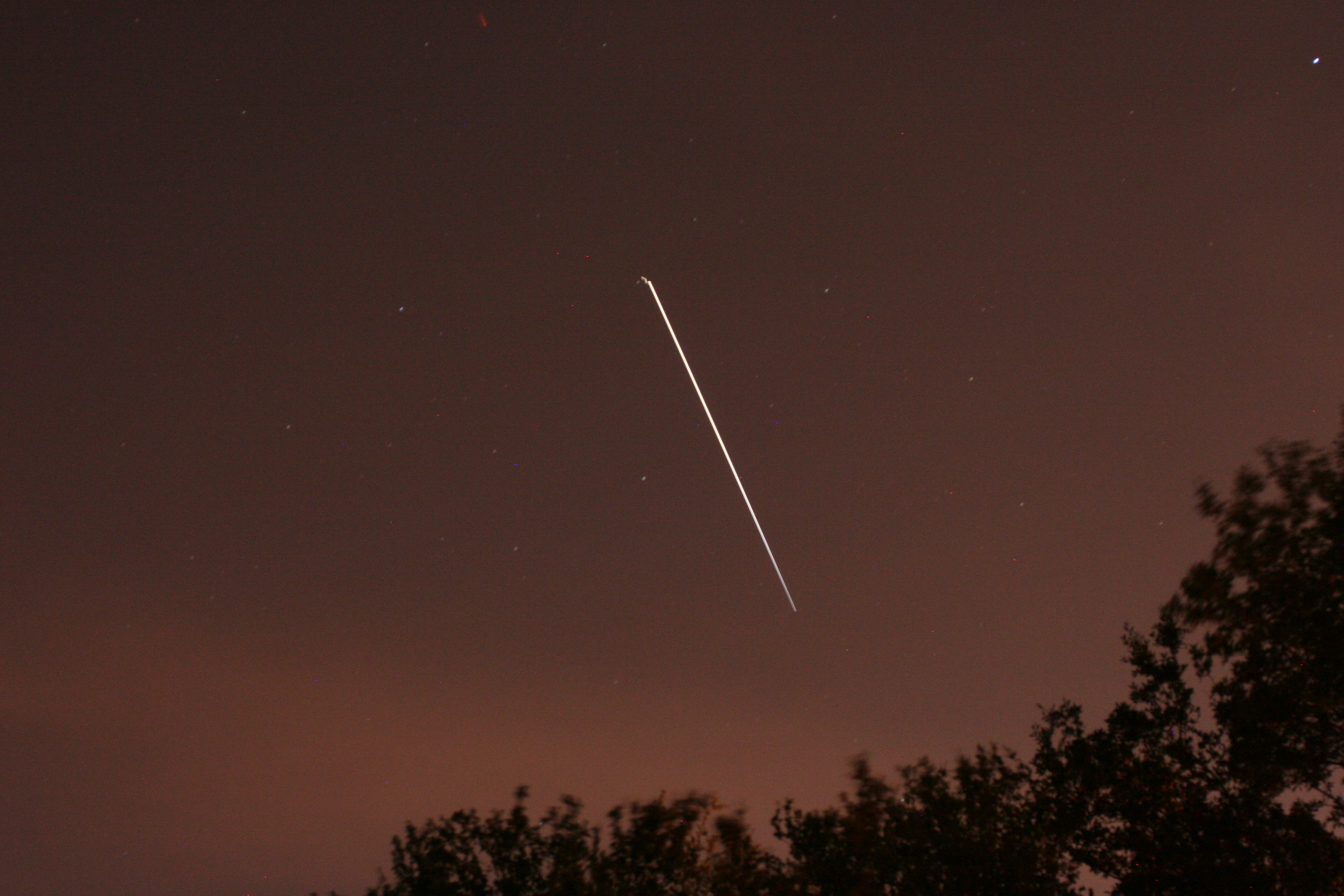
2010年5月18日、ミッションSTS-132でフロリダ州タンパ上空の国際宇宙ステーションとスペースシャトルアトランティスの可視パス（5分間の露出）

パス とは、宇宙飛行や衛星通信において、衛星またはその他の宇宙機が水平線上にあり、特定の地上局か衛星受信機または中継衛星と無線通信可能（または場合によっては視認可能）な期間（可視）を指す。パスの開始は AOS (acquisition of signal)、パスの終わりは LOS (loss of signal) と呼ばれる。また、宇宙機が地上の観測者に最も近づく点は、 time of closest approach と呼ばれる。

## タイミングと期間
パスのタイミングと時間は、衛星が占有する軌道の特性、地形および地上の遮蔽物（建物など）または宇宙の遮蔽物（惑星探査機または中継衛星を使用する宇宙機にとって）などに依存する。衛星の地上軌跡上にいる観測者は、最大の地上通過時間を経験する。経路損失は、地上軌跡の開始から終了までの間で最大となる。これは、地球周回衛星のドップラーシフトと同様である。
静止衛星は、単一の地上局から連続的に見える。一方、低軌道衛星は、短期間しか見えない（ただし、 こだまなどのデータ中継衛星を介することにより、より長く通信可能である）。衛星航法システムなどの衛星コンステレーションは、地球上の任意の地点からコンステレーションの最小サブセットが常に見えるように設計され、それによって継続的なカバレッジが保証される。

## 予測と可視性
多くのWebアプリケーションやモバイルアプリケーションは、既知の衛星のパスの予測を生成できる。ただし、肉眼で観察するためには、宇宙機が太陽光を観察者に向けて反射していなければならない。したがって、肉眼での観察は一般に薄明時間に制限される。その間、宇宙機は太陽光にさらされるが、観測者は太陽光にさらされない。衛星フレアは、宇宙機の平らな表面で太陽光が反射するときに発生する。地球最大の人工衛星である国際宇宙ステーションの最大の見かけ上の明るさは–5.9で、金星より明るい。